# Leeds Arts University
De Leeds Arts University is een gespecialiseerde instelling voor wat men in Groot-Brittannië noemt further education (FE) en hoger onderwijs, gevestigd in de stad Leeds, West Yorkshire, Engeland, met een hoofdcampus tegenover de Universiteit van Leeds.

## Beknopte geschiedenis

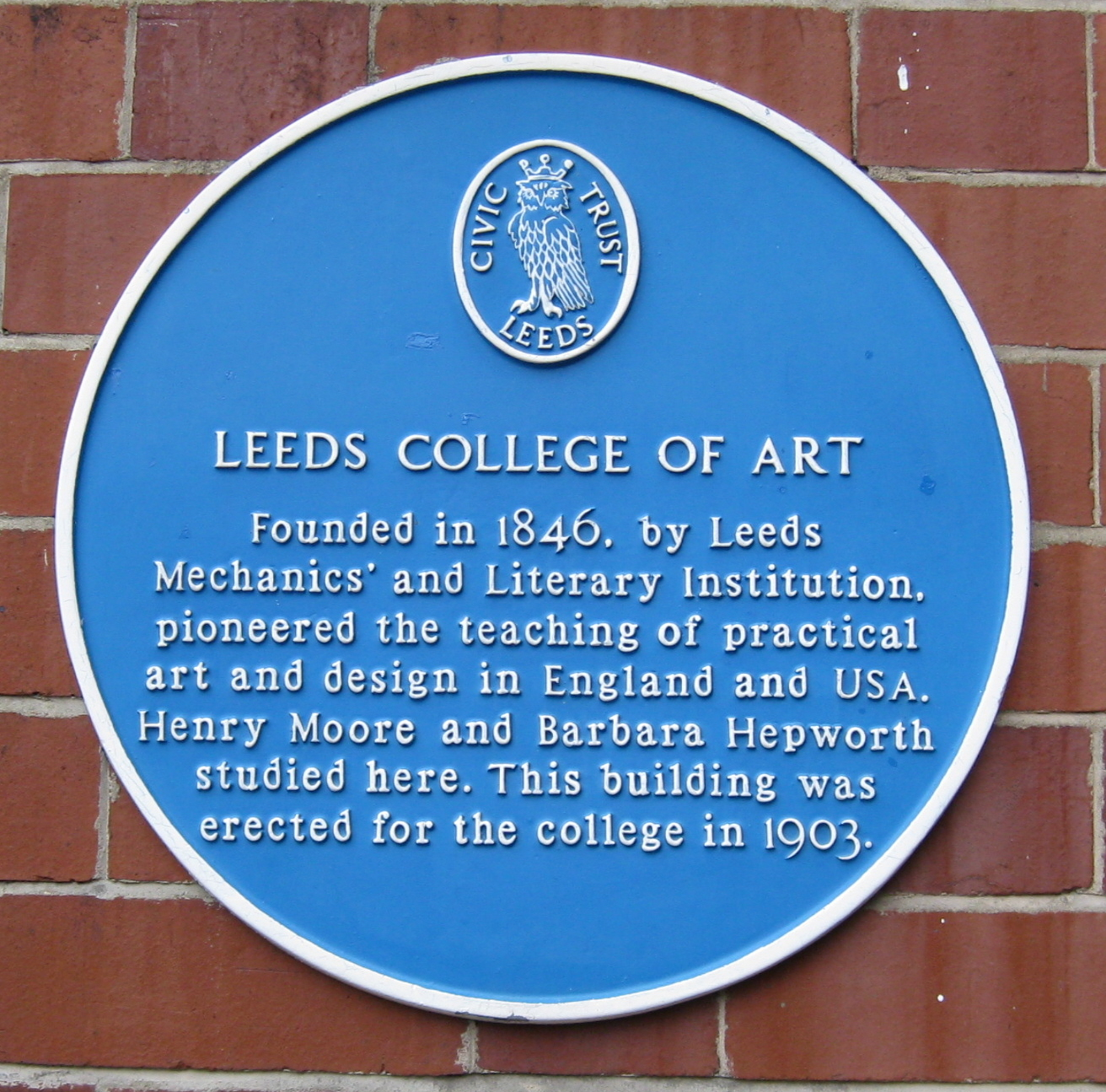
Een Blue plaque ter ere van Leeds College of Art.

De instelling is ontstaan in 1846 toen de Leeds Mechanics' Institute fuseerde met het Literary Institute en zij de Leeds School of Art oprichtte. Van 1968 tot 1993 stond de opleiding bekend als Jacob Kramer College - omdat een afgesplitst deel was overgegaan naar de Leeds Polytechnic (de toekomstige Leeds Beckett University). Jacob Kramer was een in Oekraïne geboren kunstschilder die het grootste deel van zijn leven woonde en werkte in Engeland en tevens een alumnus was van de Leeds School of Art. Vanaf 1993 werd de naam verandert in Leeds College of Art and Design en vanaf 2009 in Leeds College of Art.
In augustus 2017 kreeg de school de status van universiteit en werd de naam in Leeds Arts University veranderd.

## Bekende alumni (selectie)
- Kenneth Armitage, beeldhouwer
- Glen Baxter, kunstenaar
- Michael Chapman, muzikant en zanger
- Diz Disley, muzikant en graficus
- Leigh Francis, komiek
- Barbara Hepworth, beeldhouwer
- Damian Hirst, kunstenaar en ondernemer
- Henry Moore, beeldhouwer
- Bernard Schottlander, beeldhouwer
- Frankie Vaughan, zangeres
- Trevor Winkfield, schilder en schrijver